# Saint-Maurice-en-Cotentin
 Saint-Maurice-en-Cotentin es una población y comuna francesa, situada en la región de Baja Normandía, departamento de Mancha, en el distrito de Cherbourg-Octeville y cantón de Barneville-Carteret.

## Demografía
{{Evolución demográfica
1962=278|1968=195|1975=177|1982=178|1990=203|1999=231
|fuente=INSEE-fr}}